# The Ultimate Fighter 4 Finale
The Ultimate Fighter 4 Finale（ジ・アルティメット・ファイター・フォー・フィナーレ、別名The Ultimate Fighter: The Comeback Finale ）は、アメリカ合衆国の総合格闘技団体「UFC」の大会の一つ。本大会はリアリティ番組「The Ultimate Fighter」シーズン4のフィナーレとして、2006年11月11日、ネバダ州ラスベガスのザ・ジョイントで開催された。

## 大会概要
TUF 4ウェルター級トーナメント決勝戦はマット・セラ、ミドル級トーナメント決勝戦はトラヴィス・ルターが優勝を果たし、それぞれUFC同級王座への挑戦権を獲得した。
キャリア9戦全勝のターレス・レイチがUFCデビュー。

## 試合結果

### プレリミナリィカード
第1試合 ミドル級 5分3R
○  マルティン・カンプマン vs.  ターレス・レイチ ×
3R終了 判定3-0（29-28、29-27、29-27）
第2試合 ミドル級 5分3R
○  チャールズ・マッカーシー vs.  ギデオン・レイ ×
1R 4:43 腕ひしぎ十字固め
第3試合 ミドル級 5分3R
○  スコット・スミス vs.  ピート・セル ×
2R 3:25 KO（右フック）
第4試合 ウェルター級 5分3R
○  ピート・スプラット vs.  ジェレミー・ジャクソン ×
2R 1:11 ギブアップ（首の負傷）

### メインカード
第5試合 ミドル級 5分3R
○  ホルヘ・リベラ vs.  エドウィン・デューイーズ ×
1R 2:37 TKO（レフェリーストップ：パウンド）
第6試合 ウェルター級 5分3R
○  ディン・トーマス vs.  リッチ・クレメンティ ×
2R 3:11 チョークスリーパー
第7試合 TUF 4ミドル級トーナメント 決勝戦 5分3R
○  トラヴィス・ルター vs.  パトリック・コーテ ×
1R 2:18 腕ひしぎ十字固め
※ルターがトーナメント優勝。
第8試合 TUF 4ウェルター級トーナメント 決勝戦 5分3R
○  マット・セラ vs.  クリス・ライトル ×
3R終了 判定2-1（30-27、30-27、27-30）
※セラがトーナメント優勝。

### 各賞
ファイト・オブ・ザ・ナイト： スコット・スミス vs. ピート・セル
サブミッション・オブ・ザ・ナイト： トラヴィス・ルター